# Michal Koleček
Michal Koleček (* 22. ledna 1966 Liberec) je český vysokoškolský učitel, teoretik a kritik umění, kurátor a děkan Fakulty umění a designu na Univerzitě Jana Evangelisty Purkyně, trvale žijící v Ústí nad Labem.

## Biografie
Studoval na Pedagogické fakultě Univerzity Jana Evangelisty Purkyně v Ústí nad Labem, kde v roce 1992 získal titul Mgr. V tomto období byl historikem v Oblastním muzeu v Litoměřicích. V letech 1994 – 2002 byl kurátorem a ředitelem v Galerii Emila Filly. V období od roku 1997 až do roku 1999 byl kurátorem Sorosova centra současného umění v Praze. Poté byl kurátorem v Galerii Václava Špály v Praze. Taktéž v roce 1997 se stal odborným asistentem Katedry teorie a dějin výtvarného umění a architektury na Fakultě architektury Technické univerzity v Liberci, kde působil do roku 2002. Následně pracoval jako kurátor Sbírky moderního a současného umění v Národní galerii v Praze do roku 2003. Mezitím v roce 2002 získal titul Ph.D. na Pedagogické fakultě Masarykovy univerzity v Brně. Mezi roky 1994 až 2007 působil jako vedoucí Katedry dějin a teorie umění na FUD UJEP, kde byl také proděkanem pro vědu a zahraniční vztahy. Roku 2010 se stal docentem na PF MU v Brně. V letech 2010 až 2012 působil jako docent na DAMU. Je členem několika uměleckých, vědeckých a oborových rad. V letech 2007–2015 byl děkanem Fakulty umění a designu UJEP v Ústí nad Labem.
Je ženatý, má dvě děti a žije v Ústí nad Labem.